# 德國飲食
德國飲食文化是指德國人和德意志人的飲食習慣。

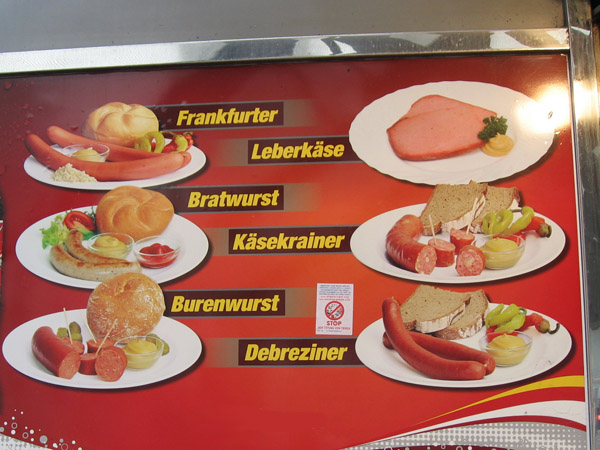
德式香腸

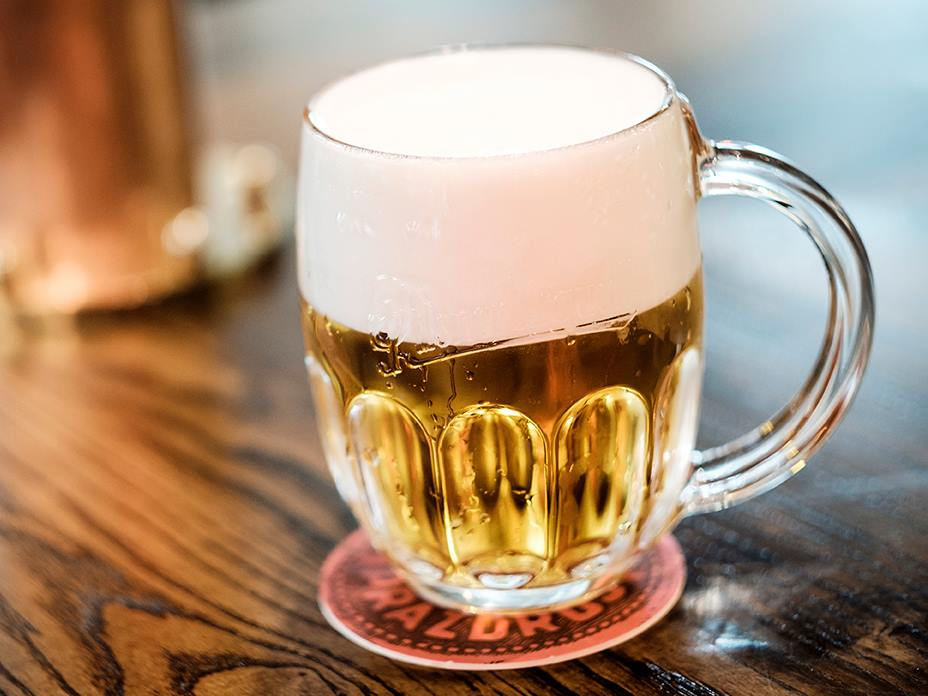
德式啤酒

德國由於身處歐洲大陸之中心，飲食文化與內陸地區之物產分佈息息相關。整體上德國人較為愛好肉類。其中德國人非常愛吃豬肉，大部分有名的德国菜都是豬肉制品，例如德國香腸，德國豬腳。相較於歐洲中南部精緻飲食，德國的傳統飲食普遍較粗獷，但仍具特色；傳統菜餚如烤豬肘、烤豬膝，常佐以馬鈴薯泥、德国酸菜食用。
另外德國也是世界啤酒生產大國之一。德国人均啤酒消費量居世界首位。慕尼黑啤酒節是世界上规模较大的啤酒节。

## 食材

### 肉類
最常食用的肉類是豬肉、家禽和牛肉。其他肉類隨處可見，但並不扮演重要的角色。
肉類通常是用燉燒的;亦也用油炸的方式,但這些作法通常來自法國和奧地利。幾種用於軟化較為粗韌、難以切斷的肉部位的烹调方法已演變為國家的代表菜,包括酸味燉肉，其作法為將牛肉、馬肉或鹿肉放入醋或醋與酒的混合物中醃制數天。
德國人普遍崇尚「大塊吃肉，大口喝酒」，尤好豬肉類食品。德國每年人均豬肉消耗量為65公斤，居世界首位。德國的食品以香腸最為知名，香腸種類至少有1500種，皆由豬肉製成。
除了豬肉外，牛肉、雞肉、鵝肉等也很普及。肉類通常是鍋煮或燒烤，較少採用油煎

### 魚類
魚類菜式主要集中於德國北部。這是因為德國只有北部才有海岸線。北部海岸是波羅的海與北海，盛產鯡魚。德國人通常會用鯡魚來捲起蔬菜製成魚卷。內陸地區魚肉都是淡水魚，來自河流，諸如萊茵河。

### 蔬菜
德國人吃的蔬菜比較普通，包括了胡萝卜、馬鈴薯、洋蔥、生菜、捲心菜、青豆等等，通常會煮或用來煮湯。

### 麵包
面包是德国大多数餐点的主食。早餐、或中餐的面包叫做Pausenbrot，晚餐叫作Abendbrot。德國麵包之歷史已有逾800年，種類也多，據說已超過3200个经过官方认证的面包种类。差不多境內所有鄉鎮都有自家麵包工場。椒盐卷饼（brezel）和農夫包是德式麵包裡最具代表性之一。前者配以粗鹽、麵粉烤製；後者則用黑麥與小麥製成。

### 啤酒
德國為世界第二大啤酒生產國，境內共有一千三百家啤酒廠，生產的啤酒種類高達五千多種。而根據官方統計，每個德國人平均每年啤酒消耗量為138公升。大致上德國啤酒可以分為白啤酒，清啤酒，黑啤酒，科什啤酒、出口啤酒、無酒精啤酒等這六大類。

## 圖片

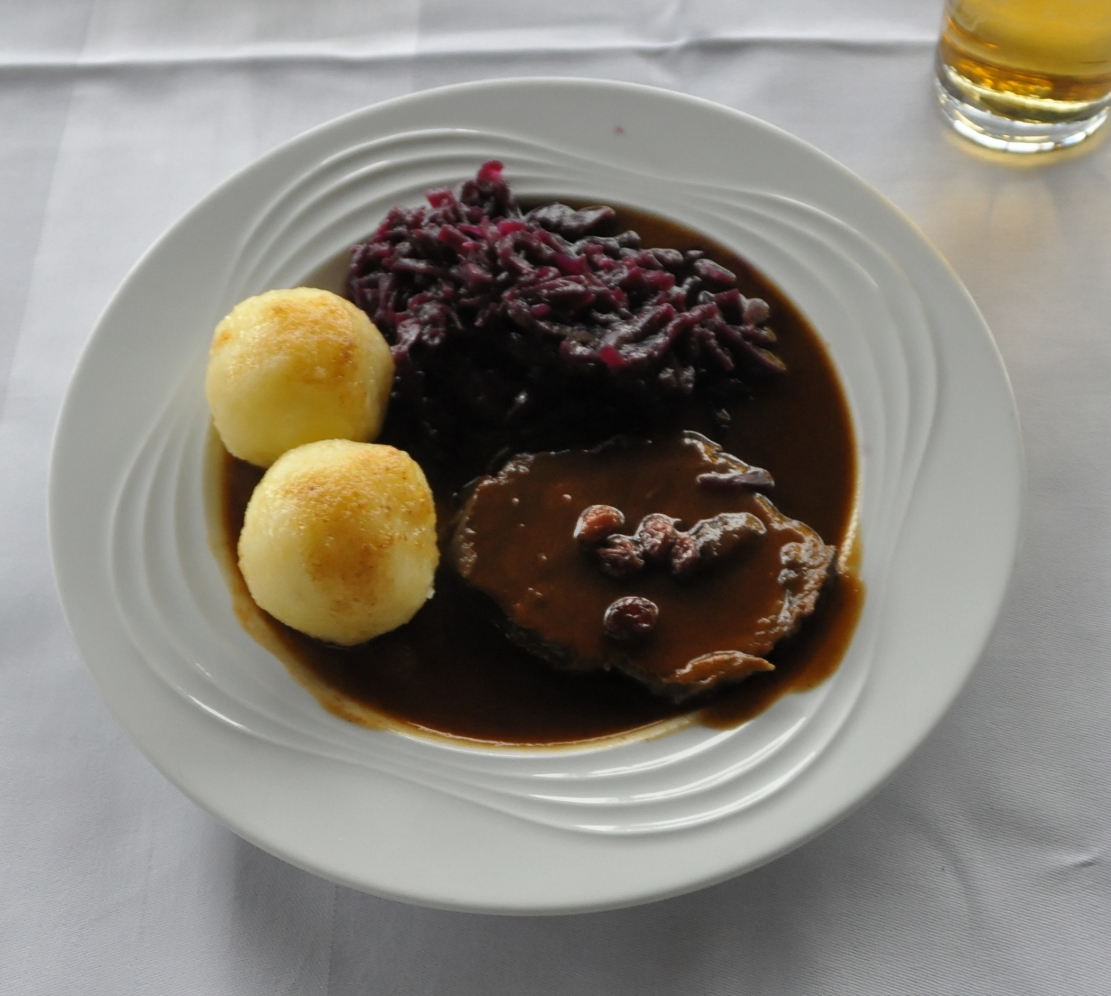
酸味燉牛肉
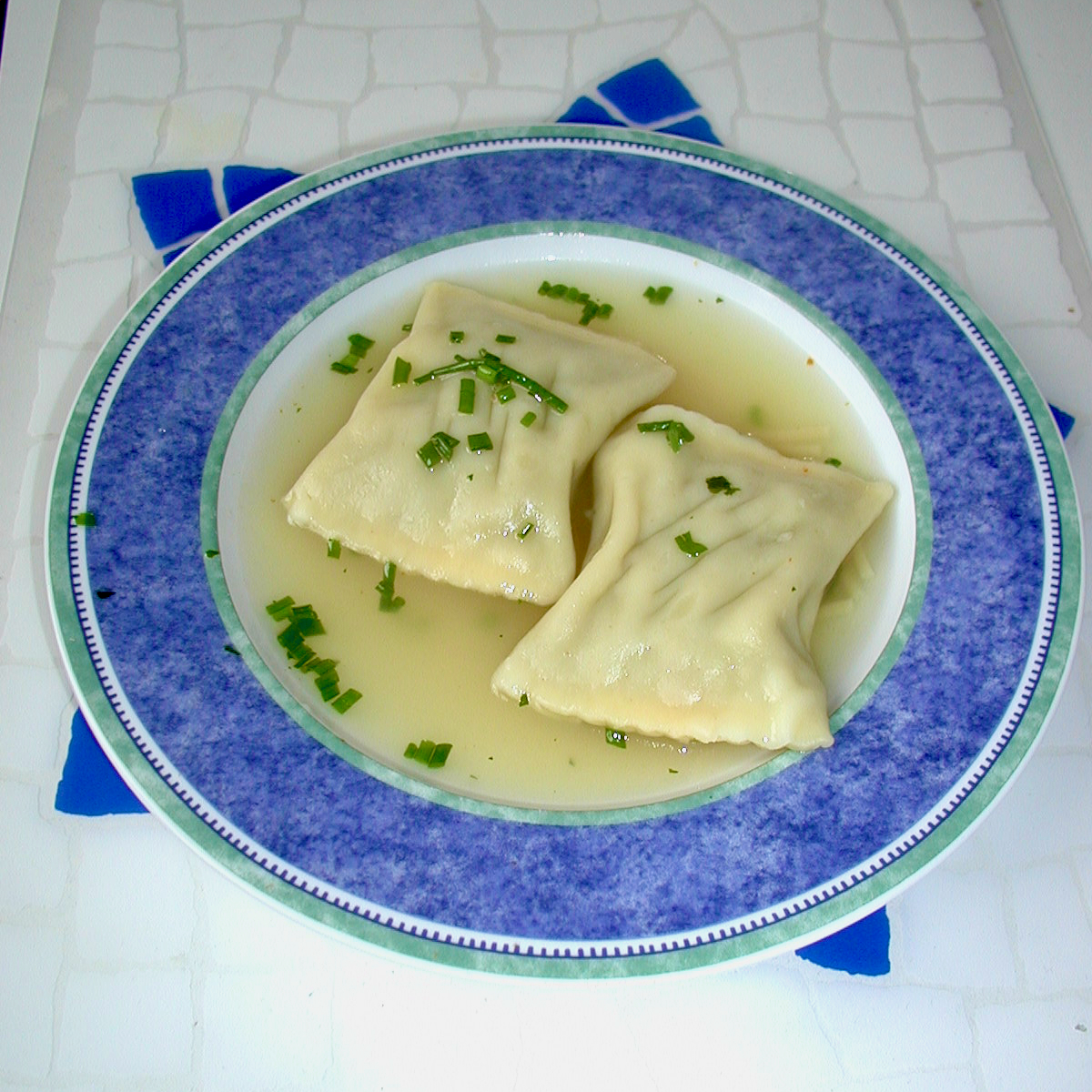
德國餛飩
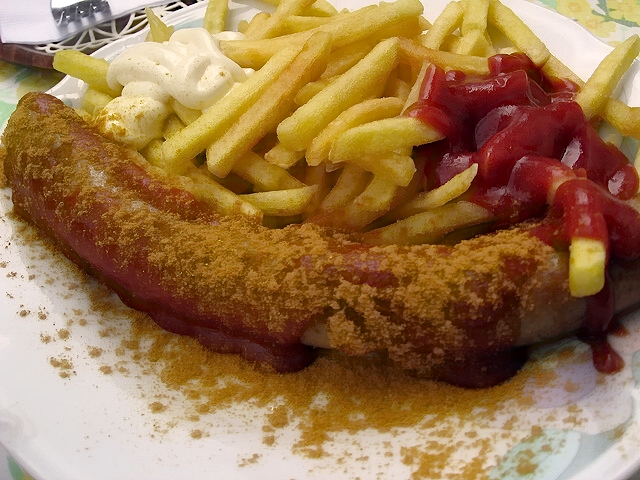
咖哩香腸
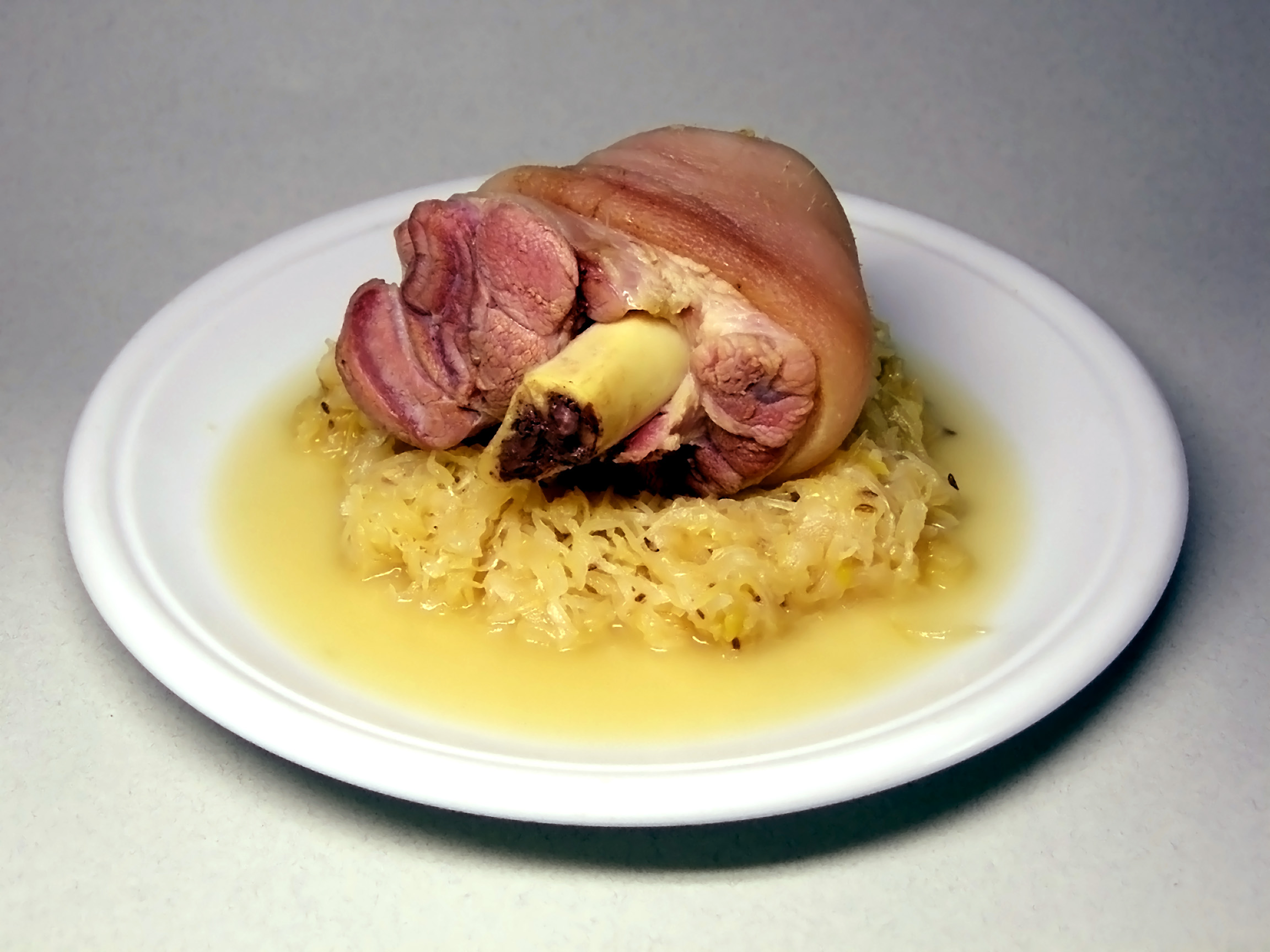
豬腳配酸菜
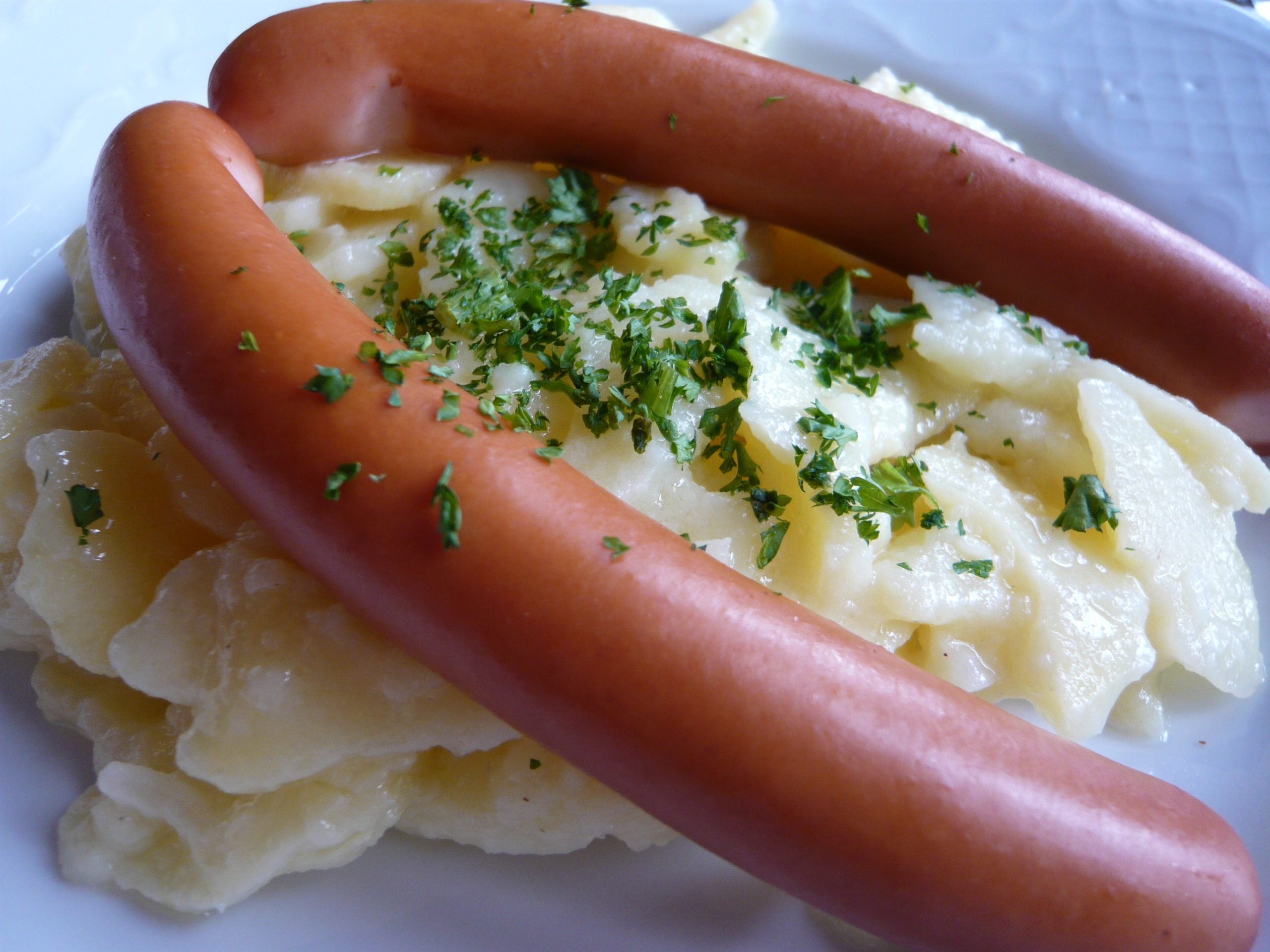
法蘭克福腸
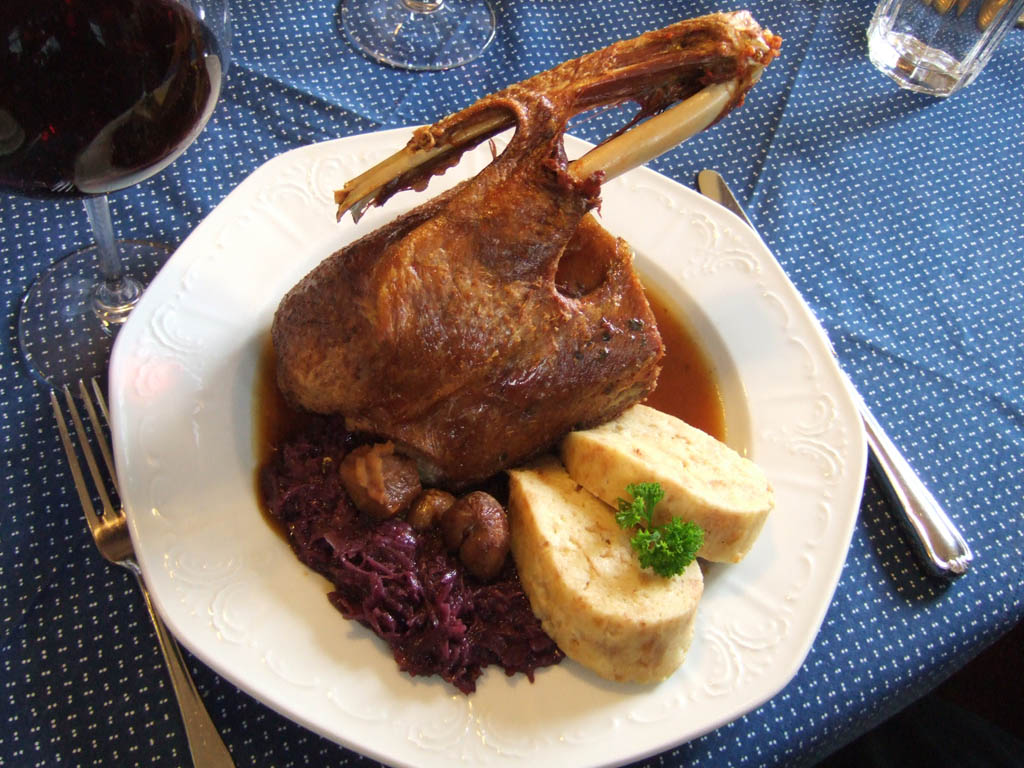
德式烤鵝
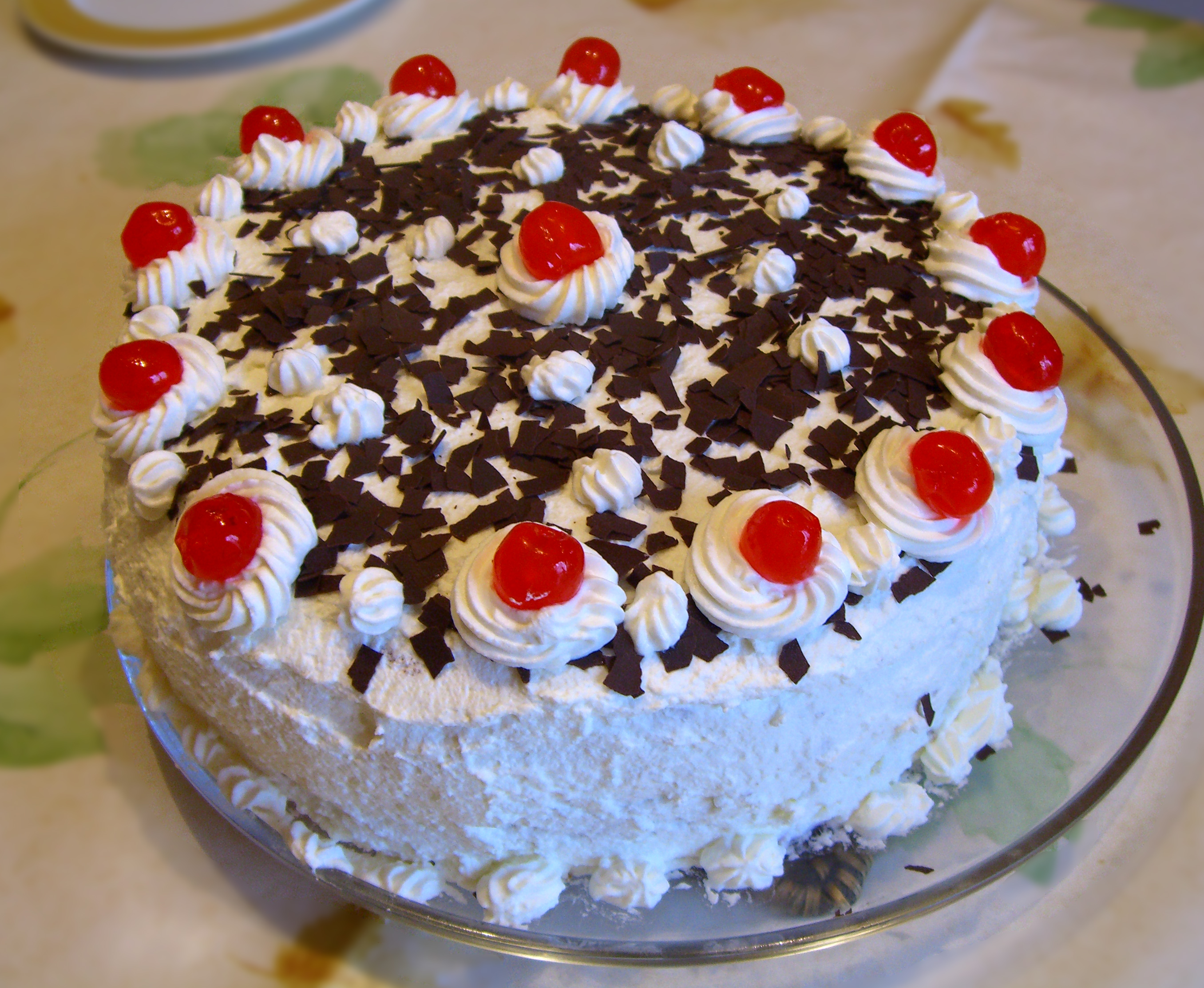
黑森林蛋糕
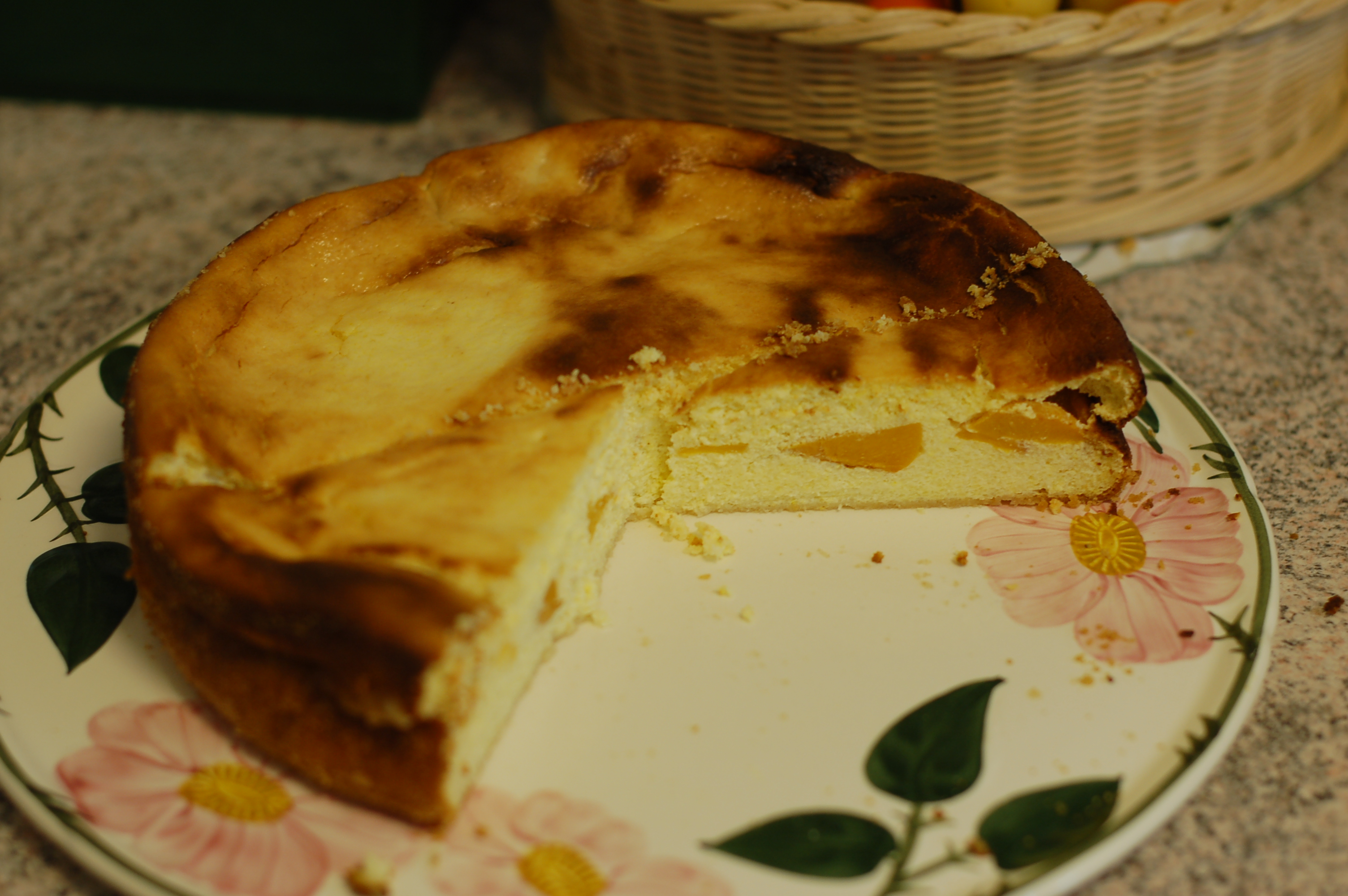
德式芝士蛋糕